# Fatu Hiva
Fatu Hiva é a ilha mais meridional do arquipélago das Marquesas, na Polinésia Francesa. Situa-se a 75 km a sul de Hiva Oa.
Foi o local onde pesquisas do geógrafo norueguês Thor Heyerdahl o levaram à conclusão de que a região da Polinésia foi colonizada pela civilização inca. Para provar esta teoria, realizou a expedição Kon-Tiki.